# Junge Liberale
Die Jungen Liberalen (Kurzbezeichnung: JuLis) sind ein liberaler Jugendverband in Deutschland, der als organisatorisch und finanziell unabhängige Vorfeldorganisation von der FDP offiziell anerkannt wird.

## Inhaltliches Profil
Das erste Grundsatzprogramm der gesamtdeutschen Jungen Liberalen wurde unter der Überschrift „Humanistischer Liberalismus“ nach langjähriger Diskussion auf dem 8. Bundeskongress am 6. März 1994 in Hannover beschlossen. Auf dem 37. Bundeskongress am 26. Oktober 2008 in Pforzheim wurde eine Überarbeitung des Grundsatzprogramms von 1994 unter dem Titel „Humanistischer Liberalismus 2.0 – für die Zukunft gedacht“ von den Delegierten nach ebenfalls langer Diskussion, unter anderem in bundesweiten Regionalkonferenzen, beschlossen. Es setzt hauptsächlich auf die Themenschwerpunkte ganzheitlicher Liberalismus, Bürgerrechte und soziale Marktwirtschaft.
Die Positionen der Jungen Liberalen unterscheiden sich in der Regel nicht in der liberalen Grundrichtung, wohl aber in Einzelfragen deutlich von denen ihrer Mutterpartei. Vor allem stehen bei den Jungen Liberalen Bürgerrechte, gesellschaftspolitische und ökologische Fragestellungen deutlich stärker im Mittelpunkt als bei der FDP.
Meist formulieren die Jungen Liberalen ihre Auffassungen zudem deutlich entschiedener als ihre Mutterpartei. Dies gilt gerade auch für die Wirtschaftspolitik. Mehr noch als die FDP sehen sich die Jungen Liberalen als Wächter der marktwirtschaftlichen Lehre.
Die Jungen Liberalen sehen sich gerne als Motor der FDP. So konnte die Jugendorganisation in der Vergangenheit die FDP-Programmatik in einigen Fragen mitprägen. Das Bekenntnis der FDP etwa zur Ökologischen Marktwirtschaft, zum Bürgergeld, zur kontrollierten Abgabe harter Drogen (Münster 1993) und zur Abschaffung der Wehrpflicht (Berlin 2001) entspringt oft mit nur knapper Mehrheit beschlossenen Anträgen ihrer Jugendorganisation auf FDP-Bundesparteitagen. Die Wiesbadener Grundsätze der FDP konnten die Jungen Liberalen über ihren damaligen Bundesvorsitzenden Michael Kauch entscheidend beeinflussen. Außerdem änderte die FDP auf Antrag der Jungen Liberalen die Präambel ihres Grundsatzprogrammes: „Gefälligkeitspolitik“ sieht die FDP seitdem nicht nur als Problem in der Wirtschaftspolitik, sondern auch in der Innen- und Rechtspolitik (Wiesbadener Parteitag, 1997). Ein weiterer Erfolg der JuLis war der Trennungsbeschluss der FDP zur Freiheitlichen Partei Österreichs 1993 unter dem damaligen Bundesvorsitzenden Ralph Lange. Auf dem 56. Bundesparteitag der FDP im Mai 2005 setzten die Jungen Liberalen unter Führung des Bundesvorsitzenden Johannes Vogel einen Beschluss zur Abschaffung des „Großen Lauschangriffs“ durch. Auf dem 59. Parteitag, drei Jahre später in München, forderten die Jungen Liberalen ein neues Grundsatzprogramm der FDP. Auf dem 66. Bundesparteitag, 2015, brachten die Jungen Liberalen einen Antrag zur Forderung nach Legalisierung von Hanf als Rauschmittel erfolgreich ein.

## Struktur

### Organisation
Die Jungen Liberalen sind bundesweit organisiert und haben über 15.500 Mitglieder. Die unterste Gliederung ist der Ortsverband, anschließend folgt der Kreisverband, dann bis auf wenige Landesverbände der Bezirksverband und der Landesverband. In kreisfreien Städten heißt der Ortsverband teilweise Stadtverband und ersetzt den Kreisverband. Übergeordnet ist der Bundesverband, wobei der Bundesverband ein eingetragener Verein ist, einige Landesverbände ebenfalls. Die Gebiete der 16 Landesverbände sind mit den Grenzen der Bundesländer identisch. Ähnliches gilt zumeist für die Bezirks- und Kreisverbände, die sich in der Regel an den Grenzen von Verwaltungsbezirken bzw. Landkreisen orientieren. Orts-/Kreis-/Bezirksmitgliederversammlungen sowie Bezirks- und Landeskongresse sowie Bundeskongresse wählen meist jährlich die Vorstände der jeweiligen Gliederung neu und sind die höchsten Gremien der jeweiligen Verbandsebene. Die Landeskongresse wählen des Weiteren jährlich die Delegierten der Landesverbände zum Bundeskongress, in einigen Landesverbänden werden außerdem auf Bezirkskongressen Delegierte zu den Landeskongressen gewählt. Die Kongresse auf Landes- und Bundesebene wählen im Zwei-Jahres-Rhythmus je ein Landes- bzw. Bundesschiedsgericht.
Die Vorsitzenden der jeweiligen JuLi-Gliederungen (oder speziell von den JuLis gewählte Vertreter) werden im Allgemeinen in den Vorstand des entsprechenden FDP-Verbandes kooptiert, das heißt, sie dürfen – in der Regel ohne Stimmrecht – an den Sitzungen des jeweiligen FDP-Vorstandes teilnehmen. Die Jungen Liberalen sind Mitglied in den Internationalen Dachverbänden IFLRY (International Federation of Liberal Youth), LYMEC (European Liberal Youth) und LYBS (Liberal Youth of the Baltic Sea).

### Mitgliedschaft
Mitglied werden kann jeder im Alter von 14 bis einschließlich 34 Jahren. Mit 35 Jahren endet die Mitgliedschaft automatisch, für Funktionsträger dieses Alters mit Ablauf ihrer Funktion. Abhängig von der finanziellen bzw. der Beschäftigungssituation ist ein Mitgliedsbeitrag zu entrichten, der von den Kreisverbänden festgelegt und erhoben wird.
Die ursprünglich gleichzeitig verpflichtende Mitgliedschaft in der FDP wurde nach heftigen internen Diskussionen auf dem Vereinigungskongress mit der Jungliberalen Aktion der DDR 1990 abgeschafft. Für den Bundesvorstand und teilweise auch für die Landes- und Kreisvorstände besteht jedoch weiterhin die Verpflichtung zur gleichzeitigen Mitgliedschaft in der FDP. Das Mitgliedermagazin jung+liberal des Bundesverbands der Jungen Liberalen erscheint viermal pro Jahr.

### Landesverbände
Die Jungen Liberalen haben in allen Bundesländern Verbände.
| Land                   | Vorsitzender            |
| ---------------------- | ----------------------- |
| Baden-Württemberg      | Anna Stubert            |
| Bayern                 | Tobias Dutta            |
| Berlin                 | Moritz Wimmer           |
| Brandenburg            | Laura Jasmin Iden       |
| Bremen                 | Friedrich Demuth        |
| Hamburg                | Bo Müller               |
| Hessen                 | Tim Hordorff            |
| Mecklenburg-Vorpommern | Mercedes N. D. Spiering |
| Niedersachsen          | Joris Stietenroth       |
| Nordrhein-Westfalen    | Torben Hundsdörfer      |
| Rheinland-Pfalz        | Florian Pernak          |
| Saarland               | Julian Brenner          |
| Sachsen (JuliA)        | Clemens Heydrich        |
| Sachsen-Anhalt         | Konstantin Pott         |
| Schleswig-Holstein     | Finn Flebbe             |
| Thüringen              | Lukas Seyfarth          |

## Geschichte

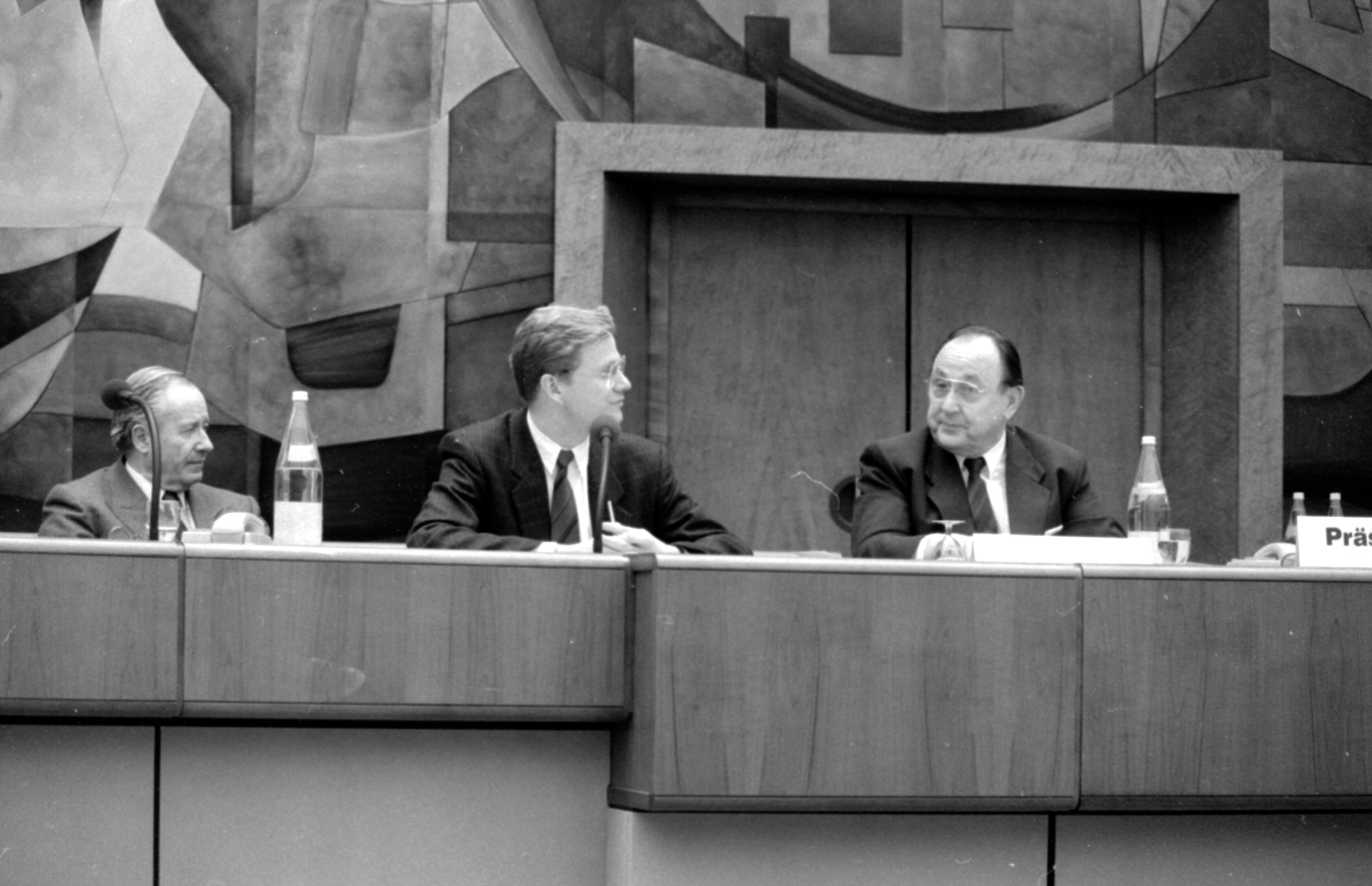
14. Bundeskongress 1988 in Luxemburg mit Gaston Thorn, Guido Westerwelle und Hans-Dietrich Genscher

Seit Beginn der 1970er Jahre gab es junge FDP-Mitglieder, die mit der Politik der damaligen FDP-Jugendorganisation Jungdemokraten nicht einverstanden waren. Während sich die Jungdemokraten als Teil der Außerparlamentarischen Opposition betrachteten, der sich auf dem Marsch durch die Institutionen befand („Die FDP ist die Agentur der Kräfte, die wir eigentlich bekämpfen“) und den linksliberalen Flügel innerhalb der FDP unterstützten, tendierten die Gründer der JuLis mehr zum damaligen rechten, dem klassischen Liberalismus zuneigenden, Flügel. Sie wollten eine Nachwuchsorganisation der FDP bilden. Erste regionale liberale Jugendorganisationen, die sich von den Jungdemokraten absetzten, entstanden in Edingen-Neckarhausen (1974), in Bonn (1975), in Starnberg (1975) und in Berlin (1978).
Am 21. Januar 1979 gründete sich eine Arbeitsgemeinschaft Junger Liberaler in der FDP in Bonn-Kessenich. Unabhängig davon traf sich am 19./20. April 1980 in Engenhahn eine Gruppe, welche einen Koordinationsausschuss wählte (die Arbeitsgemeinschaft Junger Liberaler in der FDP war nicht Teil dieses Treffens). Dieser Koordinationsausschuss bündelte die Aktivitäten der verschiedenen Gruppen und verabschiedete einen Gründungsaufruf. Es wurden regionale Gesprächskreise Junger Liberaler gegründet. Erste Landesverbände folgten ab Juni 1980 im Saarland, in Nordrhein-Westfalen, in Niedersachsen und in Hamburg.
Der erste Bundeskongress der Jungen Liberalen fand am 1. und 2. November 1980 in Bonn-Bad Godesberg statt und wurde vom Koordinationsausschuss geleitet. Zum ersten Bundesvorsitzenden wurde Hans-Joachim Otto aus Frankfurt am Main gewählt.
Bereits 1981 verabschiedeten die Jungen Liberalen ein umfangreiches, von Hartmut Knüppel aufgesetztes, Thesenpapier zu einer Ökologischen Marktwirtschaft. Es wird hierin eine Entwicklung von der freien Marktwirtschaft über die Soziale Marktwirtschaft zur Ökologischen Marktwirtschaft aufgezeigt. Für die zu entwickelnde Ökologische Marktwirtschaft wird gefordert, das Verursacherprinzip konsequent anzuwenden, sowie Umweltbelastungen mittels Steuern und Lizenzen zu reduzieren. Darüber hinaus wird postuliert, „die dezentrale Struktur des Ökosystems“ sei „in der Ökologischen Marktwirtschaft auch Vorbild für die Struktur des Wirtschaftssystems“. „Dezentralisierung und die damit verbundene Einschränkung von Hierarchien“ solle in Institutionen aller gesellschaftlicher Bereiche Anwendung finden. Das Konzept der Ökologischen Marktwirtschaft wurde in den Folgejahren zu einem Markenzeichen der Jungen Liberalen und ist auch im Jahr 2021 noch Teil der Programmatik.
1982 distanzierten sich FDP und Jungdemokraten zunehmend voneinander. Nach der Wende in Bonn trennten sich die Jungdemokraten endgültig von der FDP. Die FDP erklärte daraufhin die Jungen Liberalen zu ihrer neuen Jugendorganisation. 1983 wurde Guido Westerwelle zum Bundesvorsitzenden der JuLis gewählt. Er behielt das Amt bis 1988 und wurde später Bundesvorsitzender der FDP.
Am 17. November 1989 gründete sich in der DDR die Jungliberale Aktion, ein selbständiger, der LDPD nahestehender Jugendverband. In ihm schlossen sich die Liberal-Demokratische Jugend (Dresden), die Jungen Liberalen (Jena), LILA – die demokratische Jugend (Berlin) und die Jungliberalen (Potsdam) zusammen. Am 24. und 25. Februar 1990 fand ihr Gründungskongress in Weimar statt. Erster Vorsitzender war Olaf Oßmann, als Stellvertreter gewählt wurden Ivo Klatte und Bärbel Böttcher. Erster Schatzmeister war Mario März, erster Geschäftsführer Andreas Pautzke. Die JuliA und die Jungen Liberalen beschlossen auf ihrem Vereinigungskongress am 8. und 9. September 1990 im Berliner Reichstagsgebäude die Fusion zu einem gesamtdeutschen, liberalen Jugendverband.
Bei der Europawahl 2004 zog mit Alexander Alvaro der JuLi-Spitzenkandidat ins Europaparlament ein. Bei der Europawahl 2009 zog Alexander Alvaro ebenfalls als JuLi-Spitzenkandidat wieder ein, neben ihm war auch Nadja Hirsch (München) als Mitglied der Jungen Liberalen seit 2009 im Europaparlament. Bei der Bundestagswahl 2005 kamen insgesamt acht Junge Liberale als FDP-Abgeordnete in den Bundestag, darunter auch der jüngste FDP-Abgeordnete Florian Toncar. Bei der Bundestagswahl 2009 waren die Jungen Liberalen mit 17 Vertretern im Bundestag vertreten, unter anderem mit dem jüngsten Abgeordneten Florian Bernschneider. Mit 17 von 93 FDP-Abgeordneten waren die Jungen Liberalen die personell einflussreichste Jugendorganisation der Parteien im 17. Deutschen Bundestag.
Im 19. Deutschen Bundestag sind insgesamt zwölf jungliberale Abgeordnete vertreten.
Am 27. April 2018 wurde Ria Schröder nach einer Kampfkandidatur gegen Phil Hackemann mit 115 zu 75 Stimmen zur neuen Vorsitzenden und damit zur Nachfolgerin von Konstantin Kuhle gewählt. Auf dem Bundeskongress 2019 wurde Ria Schröder mit 57 % im Amt bestätigt. Bei der Europawahl 2019 zog mit Svenja Hahn die Spitzenkandidatin der Jungen Liberalen ins Europaparlament ein.
Am 29. August 2020 wurde Jens Teutrine mit 91 Prozent als Nachfolger von Ria Schröder gewählt. Zuvor war er seit 2018 Landesvorsitzender der Jungen Liberalen Nordrhein-Westfalen.
Im 20. Deutschen Bundestag sind die Jungen Liberalen mit elf Abgeordneten vertreten.
Amtierende Bundesvorsitzende der Jungen Liberalen ist Franziska Brandmann. Sie wurde vom 63. Bundeskongress am 13. November 2021 mit 92 Prozent zum ersten Mal gewählt. Auf dem 65. Bundeskongress am 4. November 2022 wurde sie mit 90 Prozent wiedergewählt. Auf dem 66. Bundeskongress am 25. März 2023 erhielt sie 73 Prozent; auf dem 68. Bundeskongress am 3. Mai 2024 erhielt sie 89 Prozent. Zuletzt wurde sie auf dem 70. Bundeskongress am 18. Januar 2025 wiedergewählt.
Unterlagen der Jungen Liberalen werden im Archiv des Liberalismus der Friedrich-Naumann-Stiftung für die Freiheit in Gummersbach (NRW) aufbewahrt.

### Vorsitzende
| Name              | Name                | Amtszeit  | wichtige politische Ämter und Mandate |
| ----------------- | ------------------- | --------- | --- |
|                   | Hans-Joachim Otto   | 1980–1983 | Parlamentarischer Staatssekretär beim Bundesminister für Wirtschaft und Technologie (2009–2013), Mitglied des Hessischen Landtages (1983–1987), Mitglied des Deutschen Bundestages (1990–1994 und 1998–2013)                                       |
|                   | Guido Westerwelle   | 1983–1988 | Generalsekretär (1994–2001) und Bundesvorsitzender (2001–2011) der FDP, Mitglied des Deutschen Bundestages (1996–2013, Fraktionsvorsitzender 2006–2009), Bundesminister des Auswärtigen (2009–2013, davon bis Mai 2011 Vizekanzler)                |
|                   | Georg Neubauer      | 1988–1989 | |
|                   | Hermann Brem        | 1989–1990 | Wechsel zu Bündnis 90/Die Grünen Seit 2020 Stadtrat der Stadt München |
|                   | Birgit Homburger    | 1990–1993 | Landesvorsitzende FDP Baden-Württemberg (2004–2014), Mitglied des Deutschen Bundestages (1990–2013, Fraktionsvorsitzende 2009–2011) |
| Ralph Lange, 1993 | Ralph Lange         | 1993–1995 | |
|                   | Michael Kauch       | 1995–1999 | Mitglied im Bundesvorstand der FDP (1995–2001, 2011–2013 und seit 2017 als ständiger Gast), Mitglied des Bundestages (2003–2013), Mitglied des Europäischen Parlaments 2024                                                                        |
|                   | Daniel Bahr         | 1999–2004 | Mitglied des Deutschen Bundestages (2002–2013), Parlamentarischer Staatssekretär (2009–2011) und Bundesminister für Gesundheit (2011–2013) |
|                   | Jan Dittrich        | 2004–2005 | |
|                   | Johannes Vogel      | 2005–2010 | Mitglied im Bundesvorstand der FDP (seit 2007), Generalsekretär der FDP Nordrhein-Westfalen (seit 2014), Mitglied des Deutschen Bundestages (2009–2013 und 2017–2025), ab 2021 erster Parlamentarischer Geschäftsführer der FDP-Bundestagsfraktion |
|                   | Lasse Becker        | 2011–2013 | stellvertretender Landesvorsitzender der FDP Hessen (2014–2017) |
|                   | Alexander Hahn      | 2013–2014 | Mitglied im Bundesvorstand der FDP (2012–2019) |
|                   | Konstantin Kuhle    | 2014–2018 | Mitglied im Bundesvorstand der FDP (seit 2015), Mitglied des Deutschen Bundestages (2017–2025), Generalsekretär der FDP Niedersachsen (2018–2023), Landesvorsitzender FDP Niedersachsen (seit 2023)                                                |
|                   | Ria Schröder        | 2018–2020 | Mitglied im Bundesvorstand der FDP (seit 2019), Mitglied des Deutschen Bundestages (2021–2025) |
|                   | Jens Teutrine       | 2020–2021 | Mitglied des Deutschen Bundestages (2021–2025), Mitglied im Bundesvorstand der FDP (seit 2025) |
|                   | Franziska Brandmann | seit 2021 | Mitglied im Bundesvorstand der FDP (seit 2023) |